# Austromenopon paululum
Austromenopon paululum är en insektsart som först beskrevs av Kellogg och Chapman 1899.  Austromenopon paululum ingår i släktet Austromenopon och familjen spolätare. Inga underarter finns listade i Catalogue of Life.